# Pseudoclitocybe expallens
Pseudoclitocybe expallens (Pers.) M.M. Moser) – gatunek grzybów z rodziny Pseudoclitocybaceae.

## Systematyka i nazewnictwo
Pozycja w klasyfikacji według Index Fungorum: Pseudoclitocybe, Pseudoclitocybaceae, Agaricales, Agaricomycetidae, Agaricomycetes, Agaricomycotina, Basidiomycota, Fungi.
Po raz pierwszy takson ten zdiagnozował w 1801 r. Christian Hendrik Persoon nadając mu nazwę Agaricus expallens. Obecną, uznaną przez Index Fungorum nazwę nadał mu w 1967 r. Meinhard Michael Moser, przenosząc go do rodzaju Pseudoclitocybe. Niektóre synonimy łacińskie:

- Agaricus expallens Pers. 1801
- Cantharellula expallens (Pers.) P.D. Orton 1960
- Clitocybe expallens (Pers.) P. Kumm.  1871
- Omphalia expallens (Pers.) Kühner & Romagn. 1953

W niektórych atlasach grzybów opisywany jest pod polską nazwą jako lejkownik bezwonny. 

## Morfologia
Kapelusz
Średnica 2–4 cm, za młodu łukowaty, ale bardzo szybko staje się płasko rozpostarty i na środku wklęsły, czasami głęboko. Brzegi są prążkowane i u młodych okazów podwinięte, ale szybko rozprostowują się. Jest silnie higrofaniczny, skórzasty, gładki, nagi i cienki. W czasie wilgotnej pogody ma kolor jasnosiwobrązowy lub ciemnosiwobrązowy, w czasie suchej pogody staje się jaśniejszy. 
Blaszki
Głęboko zbiegające na trzon, dość rzadkie, początkowo białe, później siwe.
Trzon
Wysokość 3–6 cm, grubość 0,3–0,7 cm, kształt walcowaty, czasami zakrzywiony. Powierzchnia gładka, w kolorze od siwobrązowego do jasnoochrowego, pod kapeluszem białawo jedwabista.
Miąższ
Wodnisty, sprężysty, bardzo cienki, bez zapachu.
Wysyp zarodników
Biały. Zarodniki gładkie, bezbarwne, o rozmiarach 7,5–9 × 5,4–6,5 μm 

## Występowanie i siedlisko
Opisano występowanie tego gatunku tylko w Europie oraz w Maroku. W Polsce nie występuje.  
Preferuje miejsca świetliste. Występuje na obrzeżach lasów i na polankach, łąkach, pastwiskach, trawnikach, w parkach, czy w świetlistych miejscach w lesie. Owocniki pojawiają się od września do listopada.

## Znaczenie
Grzyb jadalny.

## Gatunki podobne
Bardzo podobny jest lejkownik kubkowatokapeluszowy (Pseudoclitocybe cyathiformis). Różni się rozmiarem (jest większy), jest też ciemniejszy i ma bardzo długo podwinięty brzeg kapelusza.